# Louis-Antoine-Augustin Pavy
Pour les articles homonymes, voir Pavy.
Louis-Antoine-Augustin Pavy, né le 18 mars 1805 à Roanne (Loire) et mort le 16 novembre 1866 à Saint-Eugène (actuellement Bologhine) (Algérie), est un évêque catholique français.

## Biographie[1]

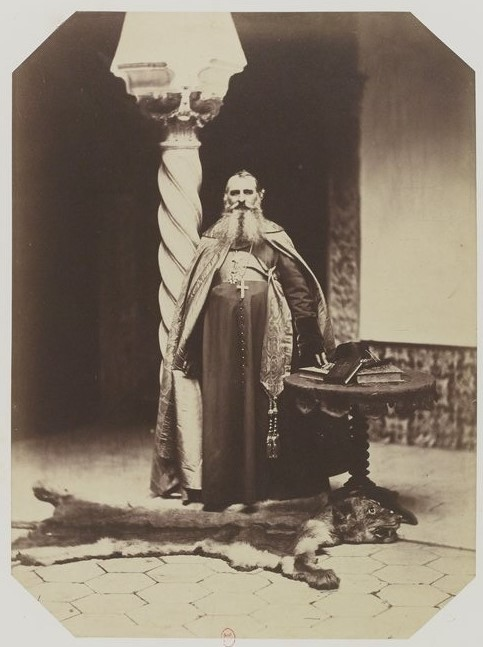
Louis-Antoine-Augustin Pavy dans le patio de l’évêché (Dar Aziza), Alger, Algérie. (1856-1857)

Élève du petit séminaire de Saint-Jean de Lyon et du grand séminaire de Saint-Irénée, il fut ordonné prêtre le 13 juin 1829 et exerça les fonctions de vicaire à Saint-Romain-de-Popey et à Lyon à Saint-Bonaventure. Le 18 novembre 1837, il fut chargé du cours d'histoire et de discipline ecclésiastique à la Faculté de théologie de Lyon, dont il devint le doyen en 1842. En 1839 il devient membre de l'académie des Sciences, Belles-Lettres et Arts de Lyon. 
Appelé au siège d’Alger le 25 février 1846, préconisé le 14 avril, sacré le 24 mai, dans l'église primatiale de Lyon, par le cardinal de Bonald, il arriva en juillet dans sa ville épiscopale. La crise qui avait emporté Antoine-Adolphe Dupuch avait eu une répercussion désastreuse sur les œuvres créées par lui. Pavy eut le mérite et l'honneur de commencer par tout relever et d'imprimer aux communautés et aux œuvres existantes une vie nouvelle. Il eut le don de bien choisir ses collaborateurs et la force de les soutenir dans leurs difficultés.

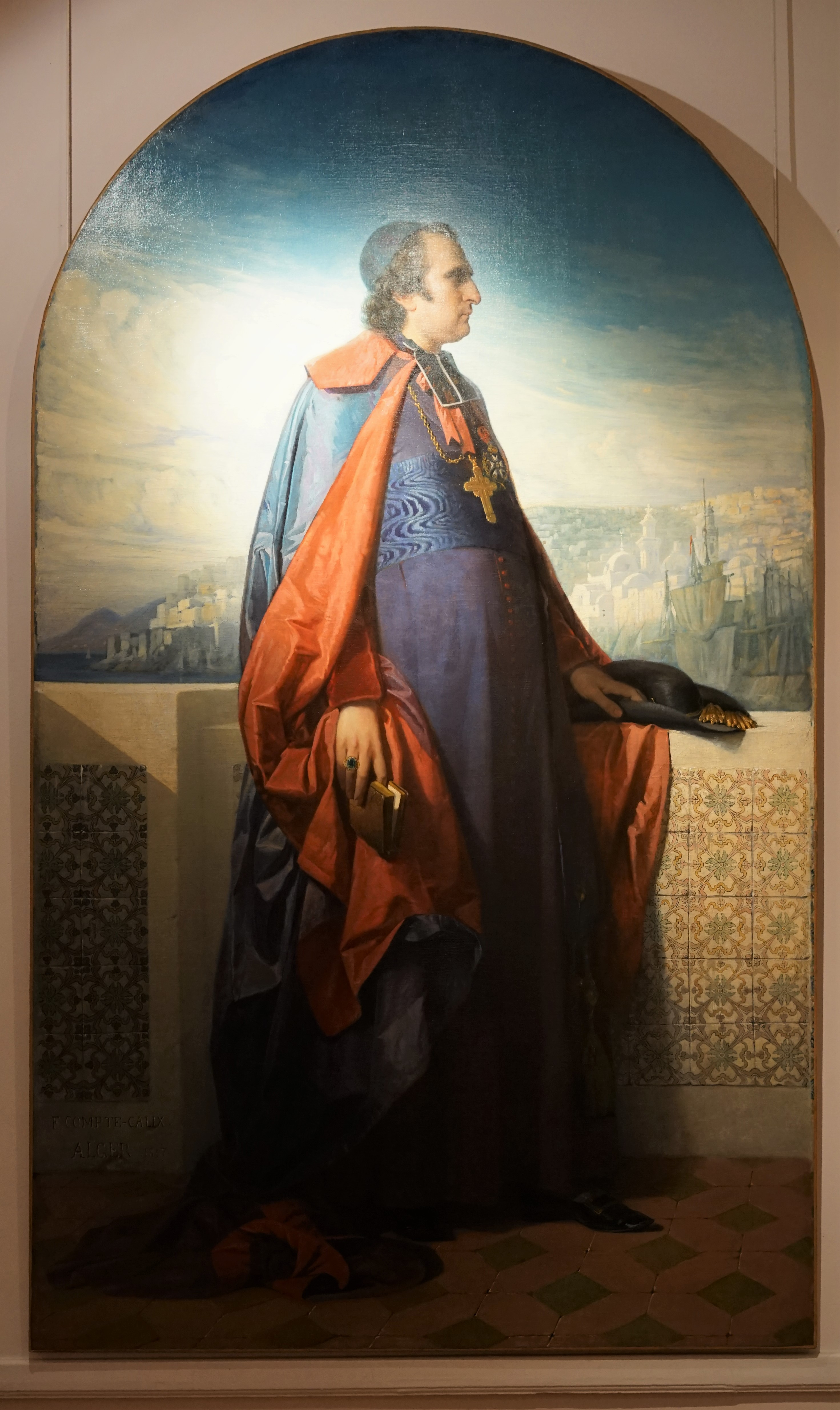
Huile sur toile François Claudius Compte-Calix, 1847, musée Déchelette, Roanne

Il se mit lui-même à la tête de son petit séminaire où il comptait à sa mort 150 élèves. Avec le concours du père Girard, et jusqu'au sacrifice de sa vie, il obtint de l'État des subsides pour bâtir à Kouba, près d'Alger, un grand séminaire monumental et y réunit jusqu'à 80 élèves.
En vingt ans il porta les paroisses d'Algérie de 29 à 187, les vicariats de 8 à 44, les prêtres séculiers de 48 à 273, les prêtres réguliers de 24 à 54, les religieuses de divers ordres de 87 à 800, qui élevèrent sous son épiscopat 13.000 enfants. Il appela les frères des écoles chrétiennes et vit passer par leurs mains plus de 3.000 élèves. Il créa des maîtrises et des orphelinats qui reçurent des enfants au nombre de mille environ. Pour l'organisation de son clergé, il institua les retraites pastorales, les conférences, une association pour les prêtres défunts, une caisse de retraite. Il tint un synode et rédigea des statuts diocésains, un double catéchisme et un propre des saints de l'ancienne église d'Afrique. Il prépara la constitution de la province ecclésiastique d'Afrique et l'érection d’Oran et de Constantine en évêchés.
Il érigea, le 11 juillet 1846, la trappe de Staouëli en abbaye et inaugura, le 9 mai 1850, la première chapelle de Notre-Dame de Santa-Cruz à Oran.

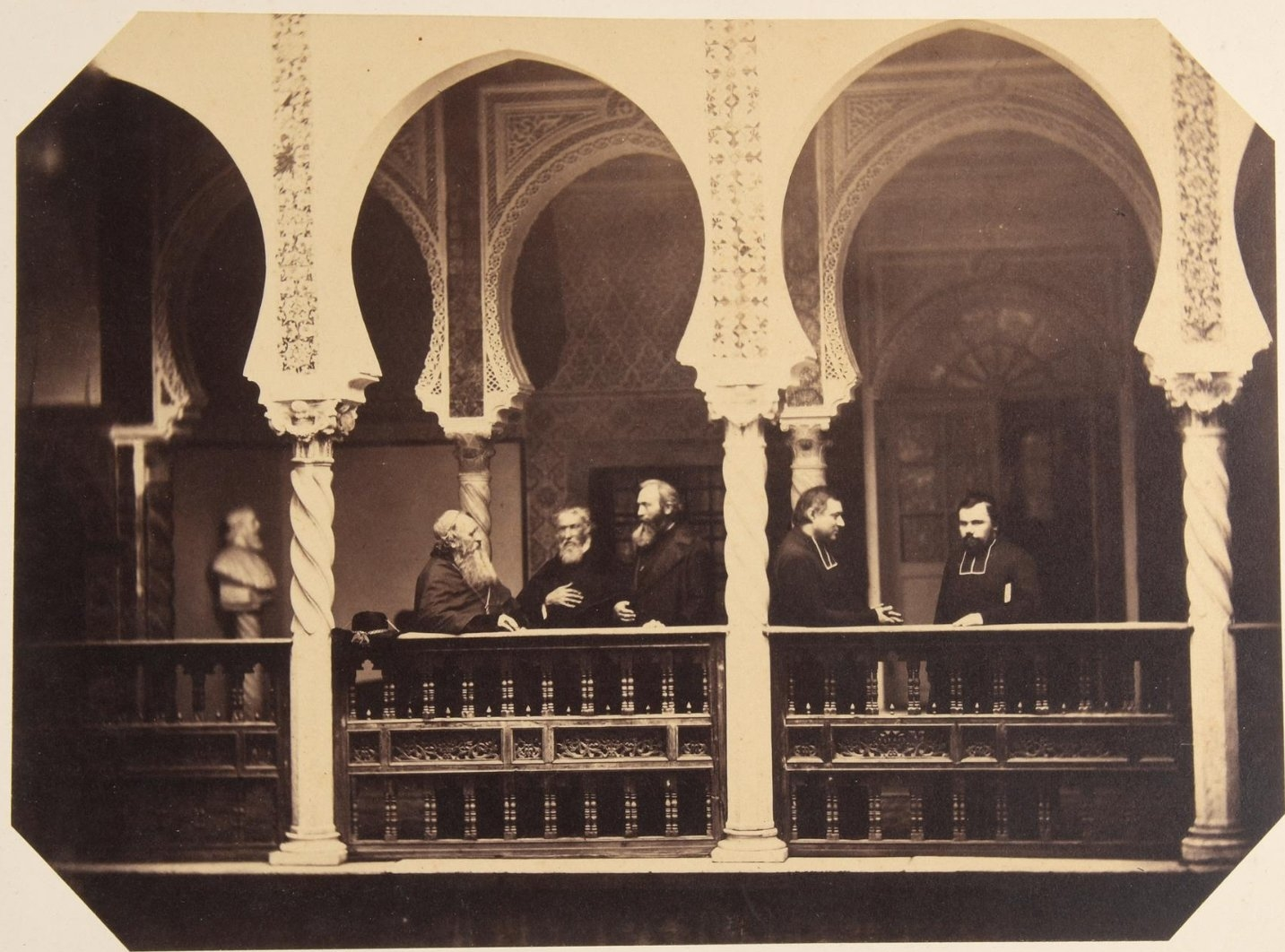
Louis-Antoine-Augustin Pavy, évêque d'Alger, et ses grands vicaires, galeries de l’évêché (Dar Aziza), Alger, Algérie.

Il est aussi connu pour un célèbre sermon prononcé en la cathédrale d'Alger pendant le carême de 1853, sur les relations entre l'Islam et Jésus-Christ
L'œuvre de prédilection de ses dernières années fut la basilique et le pèlerinage de Notre-Dame d'Afrique, devenu depuis très célèbre. Il mourut le 16 novembre 1866, laissant à son clergé le souvenir d'un évêque accompli, que son illustre successeur Charles Lavigerie n'a pu faire oublier.

## Distinctions
- Commandeur de la Légion d'honneur (11 août 1852)[3]

## Armes
D'argent à la croix de sable portant une bannière de gueules chargée du Chrismon dont le pied est posé sur une terrasse d'argent mouvant de la pointe de l'écu, soutenant à dextre une mer d'azur et à sénestre un château à trois tours d'argent surmontées de croissants, appuyé lui-même contre un promontoire sinople mouvant du flanc sénestre de l'écu.